# Възнесение Господне (празник)
 Тази статия е за християнския празник.  За евангелското събитие вижте Възнесение Господне.  
Възнесение Господне, Възнесение Христово или Спасовден е християнски празник. Той празнува момента, когато Иисус Христос според свидетелството на апостолите се възкачва на небето. Празникът е 40 дни след Възкресението и винаги се пада в четвъртък – 39 дни след първия ден на Великден. Имен ден е за Спас и Стас.

## В българския фолклор
В българския фолклор Спасовден е свързан с няколко обичая, сред които най-широко разпространен в миналото е ходенето на росен. Той е свързан с по-широката система от обичаи около Русалската неделя – седмица на сезонна поява и активност на русалките. Те са митични същества, сходни със самодивите, които през тази седмица сеят по нивите магическа роса, даваща плодородие и определяща реколтата. Преди това сеене, през нощта срещу Спасовден, те се украсяват с цветето росен, което берат по ливадите. Ходенето на росен е обичай, при който хронично болни прекарват нощта в тези росенови ливади, очаквайки магическите сили на русалките да излекуват болестта им.
Друг обичай на Спасовден, вече почти изчезнал в края на XIX век, са процесиите на млади хора извън селото, при които се изпълняват специални обредни песни, за да се измоли дъжд, който по това време от годината е особено полезен за зърнените култури. На Спасовден се играе и особено спасовско хоро, което се изпълнява без инструментален съпровод, само с определени хороводни песни.